# Sayyad (huyện)
Sayyad là một huyện thuộc tỉnh Sar-e Pol, Afghanistan. Dân số thời điểm năm 1999 là 43,593 người.